# マルコ・ヘーガー
マルコ・ヘーガー（Marco Höger, 1989年9月16日 - ） は、西ドイツ・ノルトライン＝ヴェストファーレン州ケルン出身のサッカー選手。SVヴァルトホーフ・マンハイム所属。ポジションはディフェンダー、ミッドフィールダー。

## 経歴
2005年にアレマニア・アーヘン のユースでキャリアをスタート。

2010年3月16日、ツヴァイテリーガ（2部）のエネルギー・コットブス戦でプロデビューを果たし、10日後の3月26日にプロ契約を交わした。
2011年、シャルケ04に移籍。プレシーズンでアピールに成功し、開幕戦のVfBシュトゥットガルト戦ではライバルとされる内田篤人のコンディション調整失敗もあり、右サイドバックとして先発出場。第2節1.FCケルン戦では2アシストの活躍でドイツ誌キッカーが選ぶ第2節ベストイレブンに選出された。しかし内田の復調後は出場機会が減少した。
2016年2月22日、1.FCケルンへ夏の移籍市場での移籍が決定。
2021年8月11日、SVヴァルトホーフ・マンハイムに移籍した。

## 所属クラブ
- アレマニア・アーヘン 2009-2011
- シャルケ04 2011-2016
- 1.FCケルン 2016-2021
- SVヴァルトホーフ・マンハイム 2021-

## タイトル
1.FCケルン
- 2. ブンデスリーガ : 2018-19